# Barry Rogerson
Barry Rogerson (* 25. Juli 1936) ist ein britischer anglikanischer Theologe. Er war von 1990 bis 2002 Bischof der Diözese Bristol in der Church of England.
Rogerson wurde als Sohn von Eric Rogerson und dessen Ehefrau Olive Rogerson geboren. Er besuchte die Magnus Grammar School in Newark in der Grafschaft Nottinghamshire. Er studierte an der University of Leeds. Er arbeitete zunächst von 1952 bis 1957 als Bankangestellter bei der Midland Bank. Zur Vorbereitung auf sein Priesteramt besuchte er das Wells Theological College. 1962 wurde er zum Diakon geweiht; 1963 folgte die Priesterweihe. Seine Priesterlaufbahn begann er von 1962 bis 1965 als Vikar (Curate) an der St Hilda’s Church in South Shields; ein weiteres Vikariat folgte von 1965 bis 1967 an der St Nicholas’ Church in Bishopwearmouth. Von 1967 bis 1971 war er Dozent und Lektor (Lecturer) am Lichfield Theological College; 1971/1972 war er dort Vorsteher (Principal). Anschließend unterrichtete er am Salisbury and Wells Theological College. Er war von 1975 bis 1979 Pfarrer (Vicar) an der St Thomas’ Church in Wednesfield. 
1979 wurde er zum Bischof geweiht. Von 1979 bis 1985 war er als erster „Bischof von Wolverhampton“ Suffraganbischof in der Diözese Lichfield in der Church of England. Sein Nachfolger als Bischof von Wolverhampton wurde Christopher Mayfield. 1985 wurde er, als Nachfolger von John Tinsley, Bischof von Bristol in der Church of England. 2002 ging er in den Ruhestand. Sein Nachfolger als Bischof von Bristol wurde Michael Arthur Hill. In seinem Ruhestand wirkte er seit 2002 als Ehrenamtlicher Hilfsbischof (Honorary Assistant Bishop) in der Diözese Bath und Wells.
Während seiner Amtszeit als Bischof von Bristol weihte Rogerson am 12. März 1994 in der Bristol Cathedral die ersten 32 weiblichen Priester in der Church of England.

## Mitgliedschaft im House of Lords
Rogerson gehörte in seiner Eigenschaft als Bischof von Bristol von Februar 1990 bis Ende November 2002 bis zu seinem Ruhestand als Bischof von Bristol als Geistlicher Lord dem House of Lords an. 
Im Hansard sind insgesamt 32 Wortbeiträge Rogersons aus den Jahren von 1990 bis 2002 dokumentiert. Seine Antrittsrede hielt er am 19. Dezember 1990 im Rahmen einer Debatte über  Obdachlosigkeit in Großbritannien. Am 12. Juni 2002 meldete er sich während seiner Amtszeit im House of Lords mit einem kurzen Redebeitrag zuletzt zu Wort.